# 1045

## Narození
- ? – Gejza I. Uherský, uherský král († 25. dubna 1077)
- ? – Chuang Tching-ťien, čínský kaligraf a básník († 1105)
- ? – Kosmas, první český kronikář.

## Úmrtí
- 9. října – Vintíř, šumavský poustevník (* asi 955)

## Hlavy států
- České knížectví – Břetislav I.
- Papež – Benedikt IX.
- Svatá říše římská – Jindřich III. Černý
- Anglické království – Eduard III. Vyznavač
- Aragonské království – Ramiro I. Aragonský
- Barcelonské hrabství – Ramon Berenguer I. Starý
- Burgundské království – Rudolf III.
- Byzantská říše – Konstantin IX. Monomachos
- Dánské království – Magnus I. Dobrý
- Francouzské království – Jindřich I.
- Kyjevská Rus – Jaroslav Moudrý
- Kastilské království – Ferdinand I. Veliký
- Leonské království – Ferdinand I. Veliký
- Navarrské království – García V. Sánchez
- Norské království – Magnus I. Dobrý + Harald III. Hardrada
- Polské knížectví – Kazimír I. Obnovitel
- Skotské království – Macbeth I.
- Švédské království – Jakob Anund
- Uherské království – Petr Orseolo